# 상하이 지하철 6호선
상하이 지하철 6호선(중국어: 上海轨道交通6号线)은 상하이 지하철의 노선으로 정식 명칭은 상하이 궤도교통 6호선이며, 중국어에서는 상하이도교통 6호선 또는 푸둥 선(浦东线)으로 표기한다.

## 개요
북쪽 가오챠오전(高桥鎭)의 강청루 역(港城路站)에서 남쪽 싼린 지구(三林地区)의 지양루 역(濟陽路站)까지 영업거리 33.09 km(고가구간 12.04 km, 지하구간 21.05 km), 28개의 역(9개는 고가, 19개는 지하)이 있다. 가오챠오전의 강청루 역 인근에는 1개의 산린 정차장(三林设停车)이 있으며, 주펑루 역과 스지따다오 역 근천에는 주요 변전소가 있고, 유산 로(羽山路)와 민성 로(民生路) 교차로 근처에 제어 센터가 있다. 총 투자액은 약 120억 위안이다. 지하역에는 스크린도어가 있다. 2002년 10월 31일에 기공되었고, 2007년 12월 29일에 개통했다. 지양루 역 구간은 2011년 4월 12일에 개업했다.

### 노선정보
- 운영거리: 33.09km
- 역수: 28
- 표준궤간: 1,435mm
- 전기방식: 1500V 직류 (가선집전 방식)
- 복선구간: 전 노선
- 전철화구간: 전 노선
- 지면구간: 강청루 차량기지~강청루 이서, 화샤시루 역 이동~산린(三林) 정차장
- 고가구간: 강청루 이서~우롄루 역 이남
- 지하구간: 우롄루 역 이남~동방스포츠센터 역

## 연혁

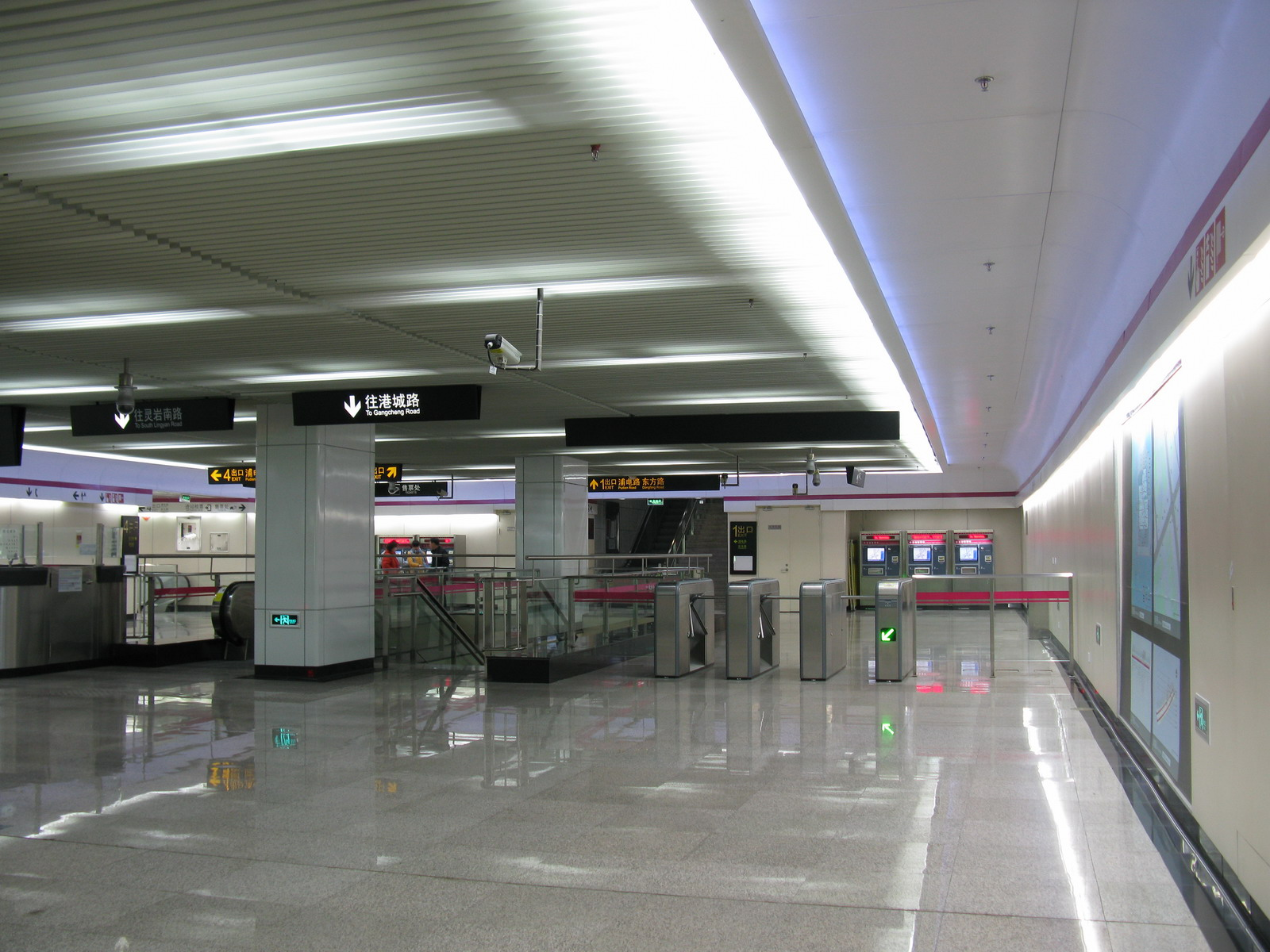
6호선 푸뎬루 역 대합실

- 2002년 10월 31일 : 시험 구간 기공
- 2007년 3월 18일 : 알스톰 4량 편성 C형 열차 1차 도입분이 들어옴.[2]
- 2007년 5월 12일 : 전 구간에 걸쳐 전력 전달 시작
- 2007년 12월 29일 : 강청루 역~링얀난루 역 구간 개통
- 2008년 9월 1일 : 대,소교로 운영 방식 실시. 소교로 구간은 주펑루 역~상하이아동의학센터 역
- 2009년 12월 31일 : 대,소교로 운영 방식 개선. 소교로 구간은 주펑루 역~가오칭루 역으로 변경[3]
- 2011년 4월 12일 : 지양루 역 연장 개업[4]
- 2011년 5월 7일 : 지양루 역이 동방스포츠센터 역으로 개명
- 2013년 8월 30일 : 배차 증가로, 촤단 간격이 2분 20초로 줄었다.[5]
- 2015년 4월 30일 : 6호선 일일 승객이 430,000명으로 역대 가장 높은 승객을 보유했다.

## 차량
- 제조회사: 알스톰, 상하이 알스톰 교통설비 유한공사
- 설계시속: 80 km/h
- 차량편성: 4량 편성(견인차 + 2 객차 + 견인차)
- 차량길이: 길이 19m, 폭 2.6m, 정원 210명
- 고유색상: ■ 자홍색

## 지하철역
지하철역은 모두 푸둥 신구에 있다.
| 역명                   | 역명             | 역명                               | 환승                               | 거리 (km) | 거리 (km) | 소재지   |
| 한국어                 | 중국어           | 영어                               | 환승                               | 거리 (km) | 거리 (km) | 소재지   |
| ---------------------- | ---------------- | ---------------------------------- | ---------------------------------- | --------- | --------- | -------- |
|                        |                  |                                    |                                    |           |           |          |
| 강청루                 | 港城路           | Gangcheng Road                     | ■ 10호선                           | 0.00      | 204       | 푸둥신구 |
| 와이가오챠오 보세구 북 | 外高桥保税区北   | North Waigaoqiao Free Trade Zone   |                                    | 1.62      | 1618      | 푸둥신구 |
| 항진루                 | 航津路           | Hangjin Road                       |                                    | 3.15      | 1536      | 푸둥신구 |
| 와이가오챠오 보세구 남 | 外高桥保税区南   | South Waigaoqiao Free Trade Zone   |                                    | 4.86      | 1706      | 푸둥신구 |
| 저우하이루             | 洲海路           | Zhouhai Road                       |                                    | 6.9       | 2037      | 푸둥신구 |
| 우저우따다오           | 五洲大道         | Wuzhou Avenue                      |                                    | 7.97      | 1076      | 푸둥신구 |
| 둥징루                 | 东靖路           | Dongjing Road                      | ■ 21호선 (공사중)                  | 9.29      | 1318      | 푸둥신구 |
| 주펑루                 | 巨峰路           | Jufeng Road                        | ■ 12호선                           | 10.4      | 1110      | 푸둥신구 |
| 우롄루                 | 五莲路           | Wulian Road                        |                                    | 11.36     | 961       | 푸둥신구 |
| 보싱루                 | 博兴路           | Boxing Road                        |                                    | 12.31     | 945       | 푸둥신구 |
| 진챠오루               | 金桥路           | Jinqiao Road                       |                                    | 13.16     | 855       | 푸둥신구 |
| 윈샨루                 | 云山路           | Yunshan Road                       | ■ 14호선                           | 14.32     | 1157      | 푸둥신구 |
| 더핑루                 | 德平路           | Deping Road                        |                                    | 15.3      | 981       | 푸둥신구 |
| 베이양징루             | 北洋泾路         | Beiyangjing Road                   |                                    | 16.6      | 1331      | 푸둥신구 |
| 민쉥루                 | 民生路           | Minsheng Road                      | ■ 18호선                           | 17.55     | 917       | 푸둥신구 |
| 위안선 스포츠 센터     | 源深体育中心     | Yuanshen Sports Center             |                                    | 18.46     | 907       | 푸둥신구 |
| 스지따다오             | 世纪大道         | Century Avenue                     | ■ 2호선 ■ 4호선 ■ 9호선            | 19.34     | 883       | 푸둥신구 |
| 푸뎬루                 | 浦电路           | Pudian Road                        |                                    | 20.38     | 1041      | 푸둥신구 |
| 란춘루                 | 蓝村路           | Lancun Road                        | ■ 4호선                            | 21.33     | 960       | 푸둥신구 |
| 상하이 아동 의료 센터  | 上海儿童医学中心 | Shanghai Children's Medical Center |                                    | 22.39     | 1052      | 푸둥신구 |
| 린이신춘               | 临沂新村         | Linyi Xincun                       |                                    | 23.68     | 1284      | 푸둥신구 |
| 가오커시루             | 高科西路         | West Gaoke Road                    | ■ 7호선                            | 24.85     | 1178      | 푸둥신구 |
| 둥밍루                 | 东明路           | Dongming Road                      | ■ 13호선                           | 26.31     | 1455      | 푸둥신구 |
| 가오칭루               | 高青路           | Gaoqing Road                       |                                    | 27.82     | 1511      | 푸둥신구 |
| 화샤시루               | 华夏西路         | West Huaxia Road                   |                                    | 29.23     | 1414      | 푸둥신구 |
| 상하이루               | 上南路           | Shangnan Road                      |                                    | 30.03     | 793       | 푸둥신구 |
| 링얀난루               | 灵岩南路         | South Lingyan Road                 |                                    | 31.12     | 1092      | 푸둥신구 |
| 오리엔탈 스포츠 센터   | 东方体育中心     | Oriental Sports Center             | ■ 8호선 ■ 11호선 ■ 19호선 (공사중) | 32.64     | 1525      | 푸둥신구 |
|                        |                  |                                    |                                    |           |           |          |

## 같이 보기
- 상하이 지하철